# Soeiro Pereira Gomes
Joaquim Soeiro Pereira Gomes (Baião, Gestaçô, 14 de abril de 1909 - Lisboa, 5 de dezembro de 1949) foi um escritor português neorrealista, militante comunista e resistente antifascista, assim como dirigente do Partido Comunista Português.
A sede nacional do Partido Comunista Português em Lisboa - o Edifício Soeiro Pereira Gomes - tem o seu nome, assim como a rua onde se situa.

## Biografia
Soeiro nasceu na Freguesia de Gestaçô, Concelho de Baião, Distrito do Porto, filho de Alexandre Pereira Gomes e da sua mulher Celestina Soeiro. Nasceu na casa da tia-avó Leopoldina da Costa, que desempenhava o cargo de chefe dos telefones e era também parteira naquela localidade. A sua irmã Alice Pereira Gomes casou com Adolfo Casais Monteiro, ambos também escritores.
Viveu em Espinho, dos 6 aos 10 anos, onde recebeu a instrução primária e onde passou o verão nos primeiros anos da sua vida.
Sendo filho de agricultores decidiu estudar na Escola de Regentes Agrícolas de Coimbra, onde tirou o curso de Regente Agrícola, e, quando finalizou os estudos, viajou para Angola onde trabalhou por mais de um ano.
Casou em Coimbra, a 25 de maio de 1931, com Manuela Câncio dos Reis (1910 - 2011).
Quando regressou a Portugal, foi habitar em Alhandra, onde vivia o seu sogro, Francisco Filipe dos Reis, como empregado administrativo na fábrica de cimentos local, onde começou a desenvolver um trabalho de dinamização cultural entre o operariado.
Mas foi o seu trabalho como escritor que o tornou conhecido, sendo considerado um nome grande do realismo socialista em Portugal. Aos 30 anos, em 1939, começou a publicar escritos seus no jornal «O Diabo», à época uma publicação progressista que contrastava no panorama cinzento das publicações censuradas pelo fascismo.
Entre os seus trabalhos conta-se a obra Esteiros, publicada em 1941, considerada a sua obra-prima, ilustrada, na sua primeira edição, por Álvaro Cunhal, secretário-geral do PCP, e dedicada «aos filhos dos homens que nunca foram meninos». É uma obra de profunda denúncia da injustiça e da miséria social, que conta a história de um grupo de crianças que desde cedo abandona a escola para trabalhar numa fábrica de tijolos.
Devido à condição de militante comunista, Soeiro passa à clandestinidade em 1945 para evitar a repressão do regime de Salazar e continua a desenvolver o seu trabalho militante. Grande fumador acaba por ser vítima de cancro pulmonar (e não de tuberculose), agravado pelas dificuldades da vida clandestina. Impedido, pela clandestinidade, de receber o tratamento médico que necessitava faleceu a 5 de dezembro de 1949.
Encontra-se sepultado em Espinho, terra que o acolheu durante a infância. Da sua sepultura consta o seguinte epitáfio "A TUA LUTA FOI DÁDIVA TOTAL".

## Obras

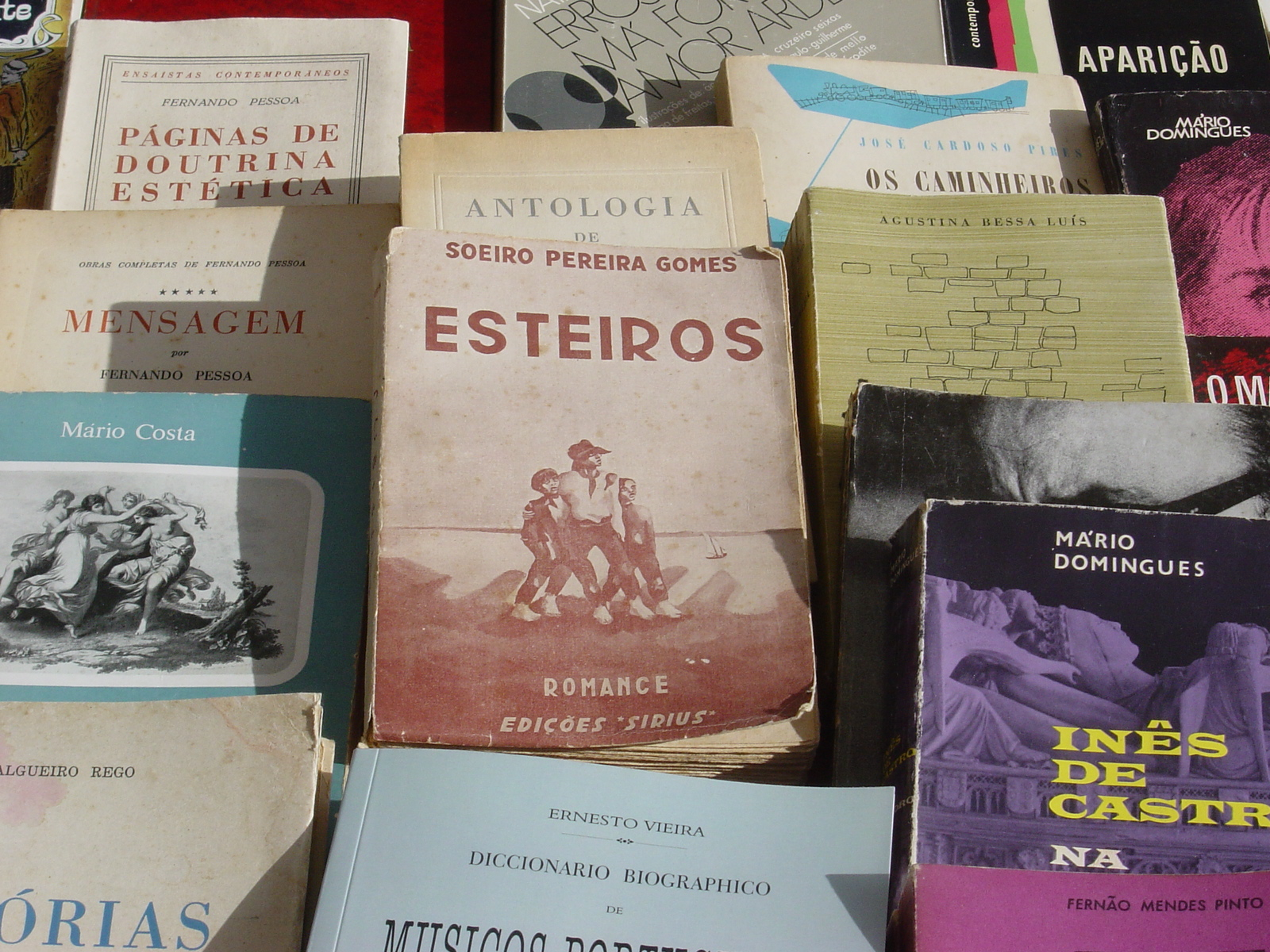
Esteiros numa banca de livros, 2007

### Obras literárias
- Esteiros (publicado em 1941)
- Engrenagem (publicado em 1951)
- Contos Vermelhos
  - Refúgio perdido (escrito em 1948)
  - O pio dos mochos (escrito em 1945)
  - Mais um herói (escrito em 1949)
- Outro Contos
  - O capataz (escrito em 1935)
  - O Pástiure (publicado em 1940)
  - Coisas Quase Inacreditáveis (publicado em 1942)
  - Estrada do meu destino (sem data)
  - Um caso sem importância (publicado em 1950)
- Crónicas
  - As crianças da minha rua (publicado, sem título, em 1939)
  - O meu vizinho do lado (publicado, sem título, em 1939)
  - Pesadelo (escrito em 1940)
  - Companheiros de um dia (publicado, sem título, em 1940)
  - Alguém (publicado em 1942)
  - Breve história de um sábio (escrito em 1943)
- Última carta (sem data)

### Documentos políticos
- Praça de Jorna (escrito em 1946)[5]